# Genipapeiro
Genipapeiro é um povoado do município brasileiro de Aquiraz, no litoral leste da Região Metropolitana de Fortaleza, no estado do Ceará. Pertence ao distrito de Assis Teixeira (Aquiraz) e de acordo com o Instituto Brasileiro de Geografia e Estatística (IBGE), sua população no ano de 2010 era de 1.302 habitantes, sendo 616 mulheres e 686 homens, possuindo um total de 449 domicílios particulares.